# Suphis intermedius
Suphis intermedius is een keversoort uit de familie diksprietwaterkevers (Noteridae). De wetenschappelijke naam van de soort werd in 1903 gepubliceerd door Maurice Auguste Régimbart.